# Атаманчук Орест Богданович
О́рест Богда́нович Атаманчу́к (нар. 5 вересня 1971, Вільхівка, СРСР) — український футболіст, нападник криворізьких «Кривбаса» та «Гірника», івано-франківського «Прикарпаття» і цілої низки інших українських клубів.

## Досягнення
- Бронзовий призер чемпіонату України (1): 1998/99
- Переможець групи «Б» другої ліги чемпіонату України (1): 2004/05
- Бронзовий призер групи «А» другої ліги чемпіонату України (2): 1995/96, 1996/97
- Бронзовий призер групи «Б» другої ліги чемпіонату України (1): 1998/99
- Бронзовий призер третьої ліги чемпіонату України (1): 1994/95